# Deborin
Abram Moisséievitx Deborin, rus: Абра́м Моисе́евич Дебо́рин, cognom real Ioffe, rus: Ио́ффе (Kaunas, Lituània, 1881 — Moscou, 1963) va ser un filòsof soviètic conegut amb el nom de Deborin. Inicialment menxevic el 1928 va fer-se membre del Partit Comunista de la Unió Soviètica i deixeble de Gueorgui Plekhànov i va ser obligat a adoptar la ideologia oficial. Va ser professor a la Universitat Sverdlov de Moscou i acadèmic a l'Acadèmia Russa de les Ciències.

## Obres
- Hegel i dialektičeskij materializm (‘Hegel i el materialisme dialèctic’, 1929)
- Dialektika i jestestvoznanije (‘Dialèctica i ciències naturals', 1930)
- Filozofija i marksizm (‘Filosofia i marxisme’, 1930)
- Filozofija i politika (‘Filosofia i política’, 1961)